# Cha am
Cha am (thai: บุรีรัมย์) er en by i provinsen Phetchaburi i det centrale Thailand. Befolkningstallet var i 2005 49.400.
Den er en kystby på den nordlige del af Malayahalvøen og ligger ved Siambugten . Både jernbanen og hovedvejen fra Bangkok mod Malaysia går gennem byen.
Befolkningstallet blev i 2014 anslået til at være 35.581. Byen er hovedstad i distriktet af samme navn.